# Kärnsjön
Kärnsjön är en sjö i Munkedals kommun i Bohuslän och ingår i Örekilsälvens huvudavrinningsområde. Sjön är 40,5 meter djup, har en yta på 6,91 kvadratkilometer och befinner sig 49,1 meter över havet. Kärnsjön ligger i Örekilsälven Natura 2000-område och skyddas av fågeldirektivet. Sjön avvattnas av vattendraget Örekilsälven. Vid provfiske har en stor mängd fiskarter fångats, bland annat abborre, braxen, gers och gädda.
Sjön har goda bad- och fiskemöjligheter, samt möjlighet till vandring runt sjön.
Genom sjön rinner Örekilsälven, som mynnar i Saltkällefjorden - den inre delen av Gullmarsfjorden.

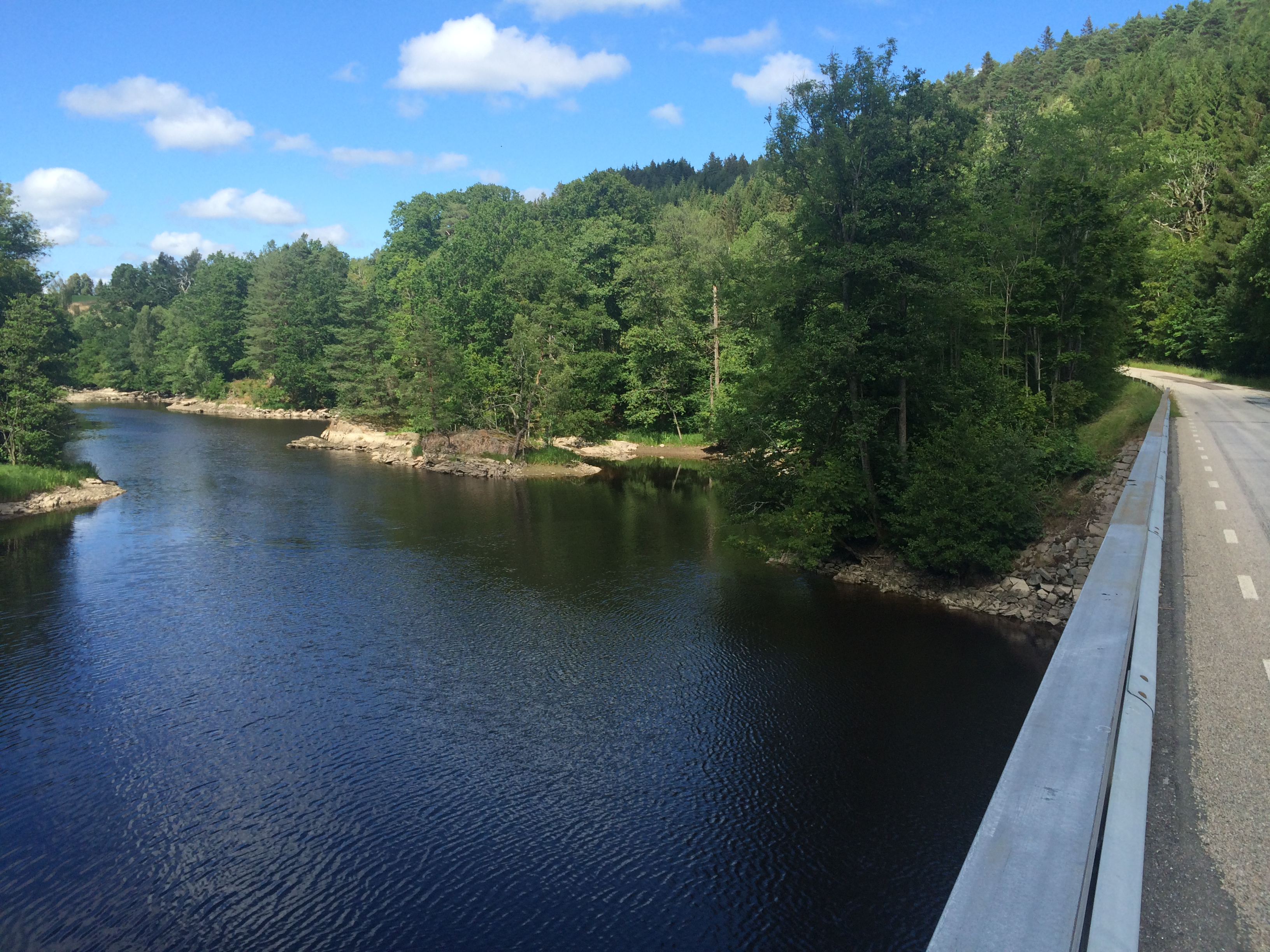
Kärnsjön vid bron rätt ovanför Kärnsjödammen.

## Delavrinningsområde
Kärnsjön ingår i delavrinningsområde (649838-125866) som SMHI kallar för Utloppet av Kärnsjön. Medelhöjden är 99 meter över havet och ytan är 56,13 kvadratkilometer. Räknas de 42 avrinningsområdena uppströms in blir den ackumulerade arean 714,22 kvadratkilometer. Avrinningsområdets utflöde Örekilsälven mynnar i havet. Avrinningsområdet består mestadels av skog (65 %) och jordbruk (12 %). Avrinningsområdet har 7,33 kvadratkilometer vattenytor vilket ger det en sjöprocent på 13 %.

## Fisk
Vid provfiske har följande fisk fångats i sjön:
- Abborre
- Braxen
- Gärs
- Gädda
- Gös
- Lake
- Löja
- Mört
- Nors
- Ål